# Machico
Machico is een plaats en gemeente in het Portugese autonome gebied Madeira.
De gemeente heeft een totale oppervlakte van 68 km² en telde 21.747 inwoners in 2001.

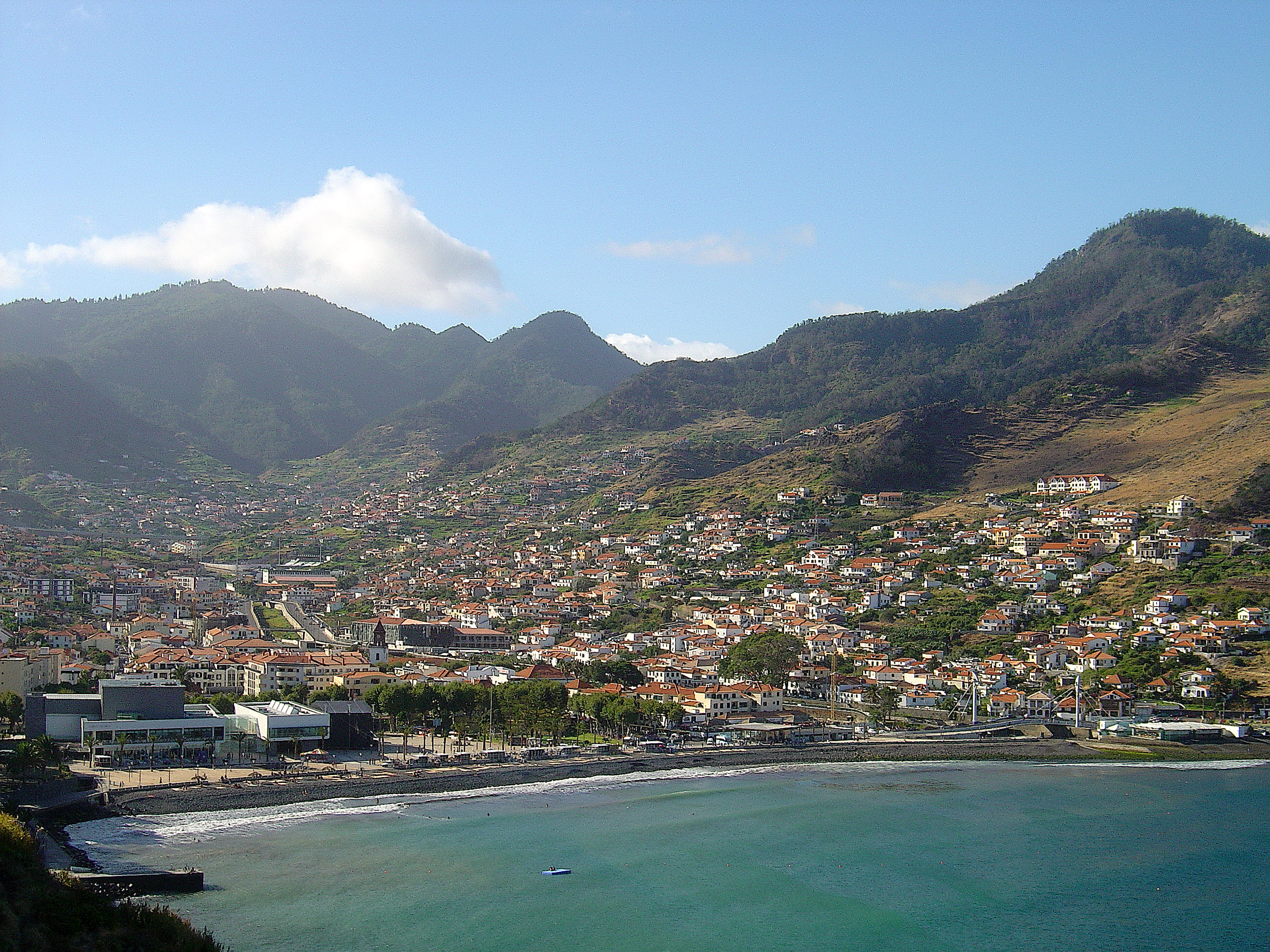
Uitzicht op Machico

## Plaatsen
- Água de Pena
- Caniçal
- Machico
- Porto da Cruz
- Santo António da Serra

## Geboren
- Ivo Vieira (1976), voetballer en voetbalcoach